# Placówka Straży Celnej „Bojanowo”

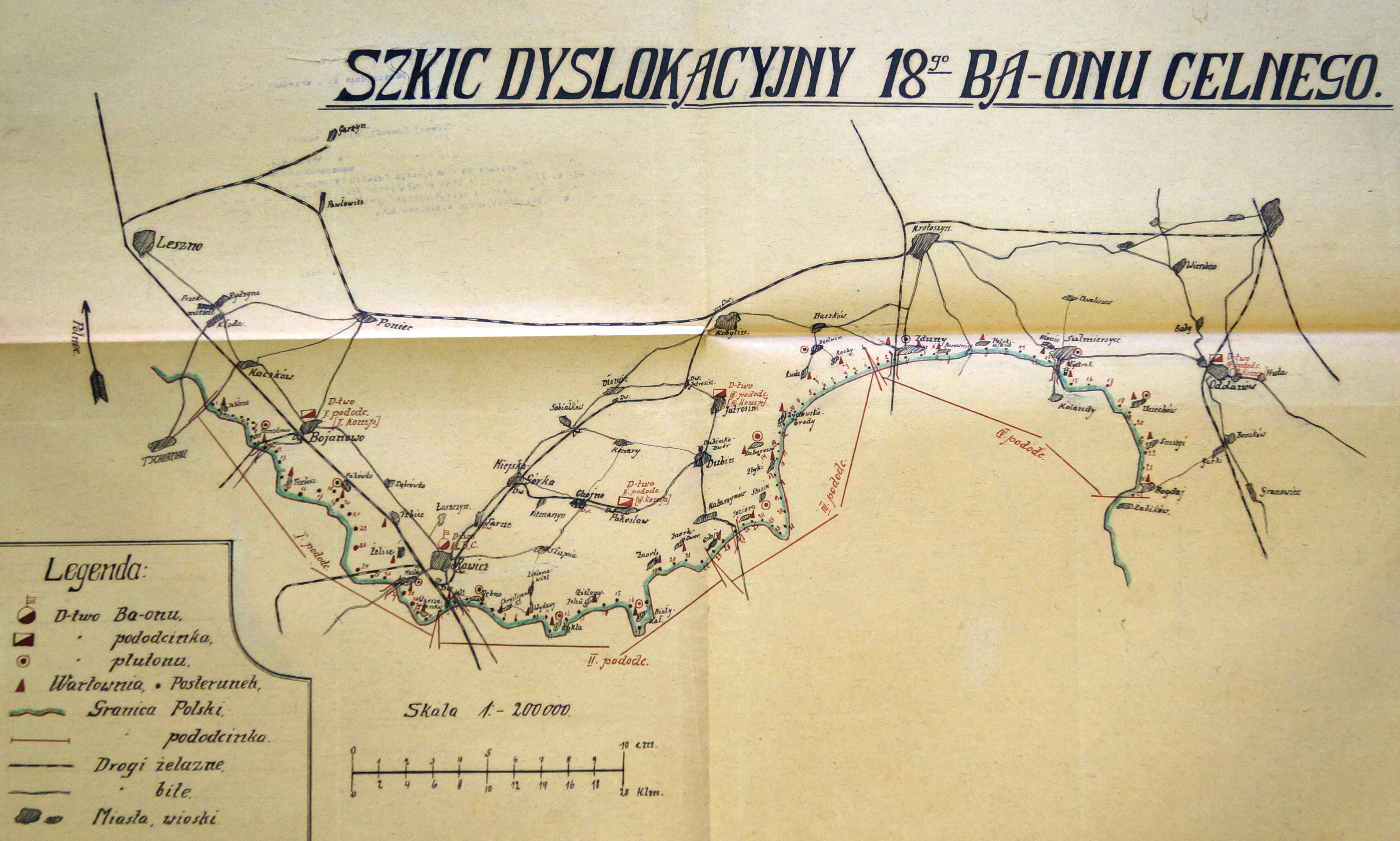
Szkic rozmieszczenia 18 batalionu celnego „Rawicz”

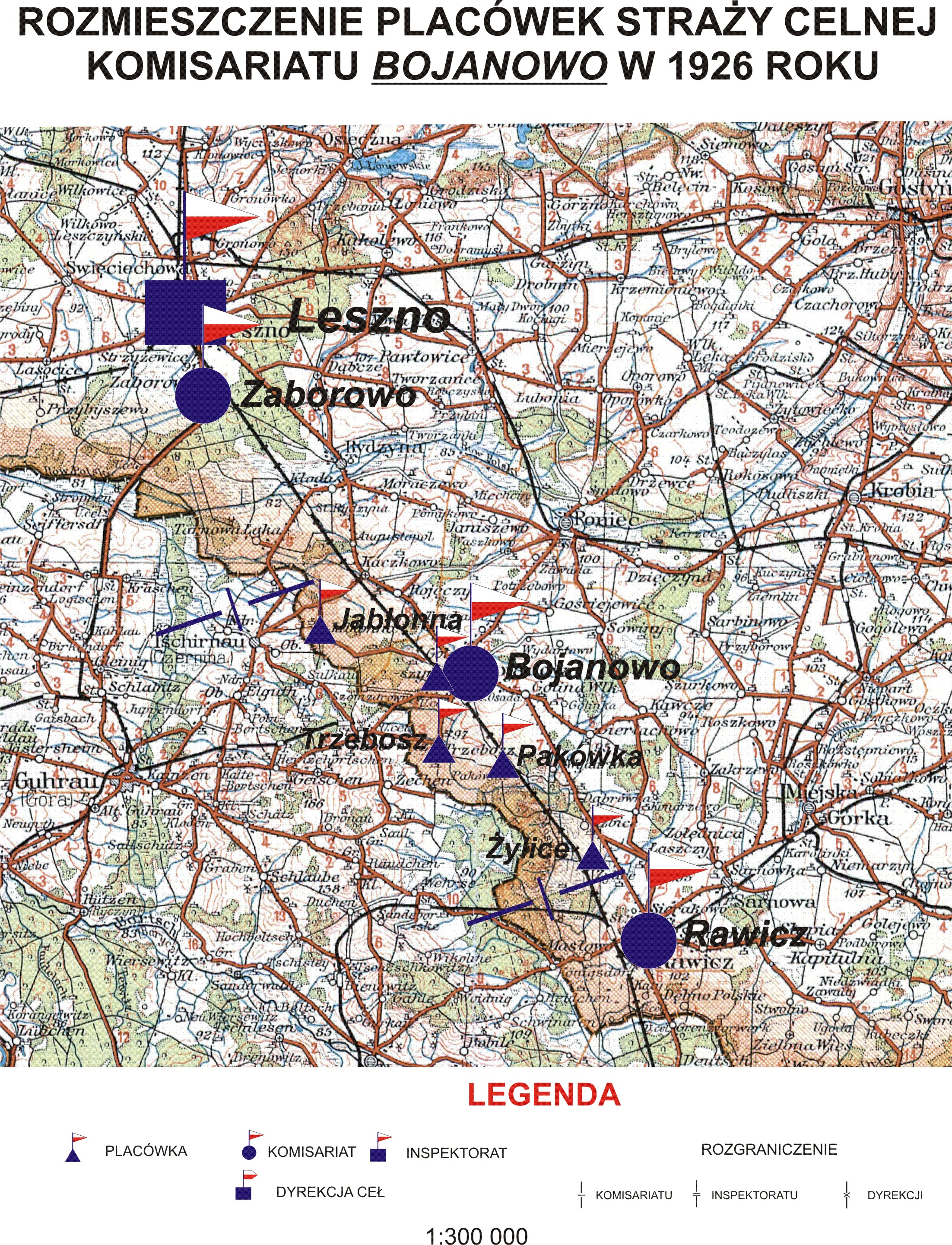
Rozmieszczenie placówek Straży Celnej Komisariatu Bojanowo

Placówka Straży Celnej „Bojanowo” – jednostka organizacyjna Straży Celnej pełniąca w okresie międzywojennym służbę ochronną na granicy polsko-niemieckiej.

## Formowanie i zmiany organizacyjne
Na wniosek Ministerstwa Skarbu, uchwałą z 10 marca 1920 roku, powołano do życia Straż Celną. Od połowy 1921 roku jednostki Straży Celnej rozpoczęły przejmowanie odcinków granicy od pododdziałów Batalionów Celnych. Proces tworzenia Straży Celnej trwał do końca 1922 roku. Placówka Straży Celnej „Bojanowo” weszła w podporządkowanie komisariatu Straży Celnej „Bojanowo” z Inspektoratu SC „Leszno”.
W drugiej połowie 1927 roku przystąpiono do gruntownej reorganizacji Straży Celnej. W praktyce skutkowało to rozwiązaniem tej formacji granicznej. Ochronę północnej, zachodniej i południowej granicy państwa przejęła powołana z dniem 2 kwietnia 1928 roku Straż Graniczna.
Rozkazem nr 3 z 25 kwietnia 1928 roku w sprawie organizacji Wielkopolskiego Inspektoratu Okręgowego dowódca Straży Granicznej gen. bryg. Stefan Pasławski powołał Komisariat Straży Granicznej „Bojanowo”. Placówka Straży Granicznej II linii „Bojanowo” znalazła się w jego strukturze.

## Funkcjonariusze placówki
Kierownicy placówki
| stopień    | imię i nazwisko, numer | okres pełnienia służby | kolejne stanowisko |
| ---------- | ---------------------- | ---------------------- | ------------------ |
| przodownik | Jan Dopieralski (1657) | był w 1926             |                    |

Obsada personalna placówki w 1926:
- przodownik Jan Dopieralski (1657)
- starszy strażnik Wojciech Poślednik (2645)
- strażnik Aleksander Przyjemski (697)
- strażnik Franciszek Frąckowiak (574)
- strażnik Feliks Wleklik (2122)
- strażnik Ignacy Błaszczyk (1690)
- strażnik Stanisław Brodziak (1408)
- strażnik Józef Musielak (1445)
- strażnik Stanisław Andrzejewski (1509)
- strażnik Jan Szpurek (1459)
- strażnik Michał Ratajczak (1979)